# 復楚麗花介
復楚麗花介（学名：Pistocythereis fuchuui）为粗面介科麗花介屬下的一个种。